# Marciano de Magalhães
Marciano Augusto Botelho de Magalhães (Rio de Janeiro, 6 de maio de 1848 — ?) foi um político e militar brasileiro.

## Família e formação
Marciano Augusto Botelho de Magalhães nasceu na cidade do Rio de Janeiro, então capital do Império, em seis de maio de 1848, filho de Leopoldo Henrique Botelho de Magalhães e de Bernardina Joaquina Botelho de Magalhães. Seu irmão foi o político, professor e militar Benjamin Constant.

## Carreira no Império
Entrou no Exército como um dos Voluntários da Pátria em 1866, participando da Guerra do Paraguai. Em 1870, quando o conflito chegou ao fim, retornou à cidade do Rio de Janeiro, onde se tornou ajudante do Arsenal de Guerra e, mais tarde, auxiliar de instrução prática da Escola Militar. Tornou-se, também, inspetor e foi mandado para Mato Grosso, Bahia, Baixo Paraguai e Forte de Coimbra para atuar nessa função. Feito comandante, foi enviado para a Escola Militar do Rio Grande do Sul, para o Forte da Laje, para os quinto e sétimo Distritos Militares e, por último, em agosto 1889, para a Fortaleza de Santa Cruz da Barra, em Niterói. No Império, chegou ao cargo de oficial de gabinete do Ministério da Guerra.

## Carreira na República

### Deputado Federal
Proclamada a República, em 15 de novembro de 1889, cujo maior articulador era o seu irmão Benjamin Constant, foi promovido pelo presidente e marechal Deodoro da Fonseca a coronel em 1890. No mesmo ano, elegeu-se deputado constituinte para a 21ª Legislatura, de 1890 a 1891, pelo Paraná. Enquanto deputado constituinte, propôs um projeto de emenda que proibia a interferência do Executivo no Legislativo e estabelecia um sistema eleitoral proporcional à população dos estados.
Promulgada a Constituição de 1891, seguiu para a 22ª Legislatura, de caráter ordinário e que se estendia até 1893. Deixou a política e voltou a se dedicar à carreira militar. Em 1908, foi promovido a general de divisão e tornou-se chefe do Estado-Maior do Exército. Em 1910, tornou-se inspetor permanente da 11ª Região Militar.